# شهرستان خودمختار مابیان یی
شهرستان خودمختار مابیان یی (به لاتین: Mabian Yi Autonomous County) یک منطقهٔ مسکونی در چین است که در لیشان واقع شده‌است. شهرستان خودمختار مابیان یی ۲٬۲۹۳ کیلومتر مربع مساحت و ۱۸۸٬۲۵۱ نفر جمعیت دارد.